# Wisteria Island
Wisteria Island, auch bekannt als Christmas Tree Island, ist eine in Privatbesitz befindliche, unbewohnte Insel auf den Lower Florida Keys, 600 m nordwestlich des Stadtteils Historic Seaport im Nordwesten von Key West. Sie befindet sich 250 m nordnordöstlich von Sunset Key (Tank Island) und ist eines der bekanntesten Fotomotive in Florida. Jeder, der vom Mallory Square aus den Sonnenuntergang filmt, bannt diese Insel auf seinen Film.
Wisteria Island hat eine Fläche von 106.346 m². Der Spitzname Christmas Tree Island stammt von der großen Anzahl von Kasuarinen, die hier wachsen.

## Geschichte
Wisteria Island ist – ähnlich wie die Nachbarinsel Tank Island (Sunset Key) – als Folge von Ausbaggerungsarbeiten im Hafen von Key West entstanden. Ende des 19. Jahrhunderts wurde damit angefangen, an dieser Stelle den Aushub abzulagern. Im 20. Jahrhundert wurde diese Lagerstätte immer wieder genutzt, um die Sedimente der Ausbaggerungsarbeiten dort abzulagern.
Die Insel wurde nach dem Dampfer Wisteria benannt, der im Jahre 1925 an dieser Landzunge strandete und abgebrannt wurde.
In den 1930er Jahren wurde die Insel von Monroe County an Bernie Papy für 3.000 US-Dollar verkauft. In den späten 1930er und früheren 1940er Jahren befand sich auf der Insel eine industrielle Haiverarbeitungsanlage. Die Produkte wurden weltweit vermarktet und bis nach China verkauft. Sie wurde betrieben von Ray Knopp und den Thompson Enterprises. 1956 verkaufte Papy die Insel an die Wisteria Corporation. Diese Gruppe hatte das Ziel, auf der Insel Gewerbeflächen und Wohnraum entstehen zu lassen. Die Firma wurde umbenannt in Wisteria Island Inc., als die Insel 1967 an F.E.B. verkauft wurde. 1972 wurde die Insel von F.E.B. an die Bernstein-Familie übertragen, die sie bis heute ihr Eigentum nennt. Bis heute ist die Insel trotz vieler Versuche, sie zu besiedeln, immer noch unbewohnt. Aktuell besteht eine Planung für die Errichtung einer Siedlung mit Eigenheimen.